# Spreehafen

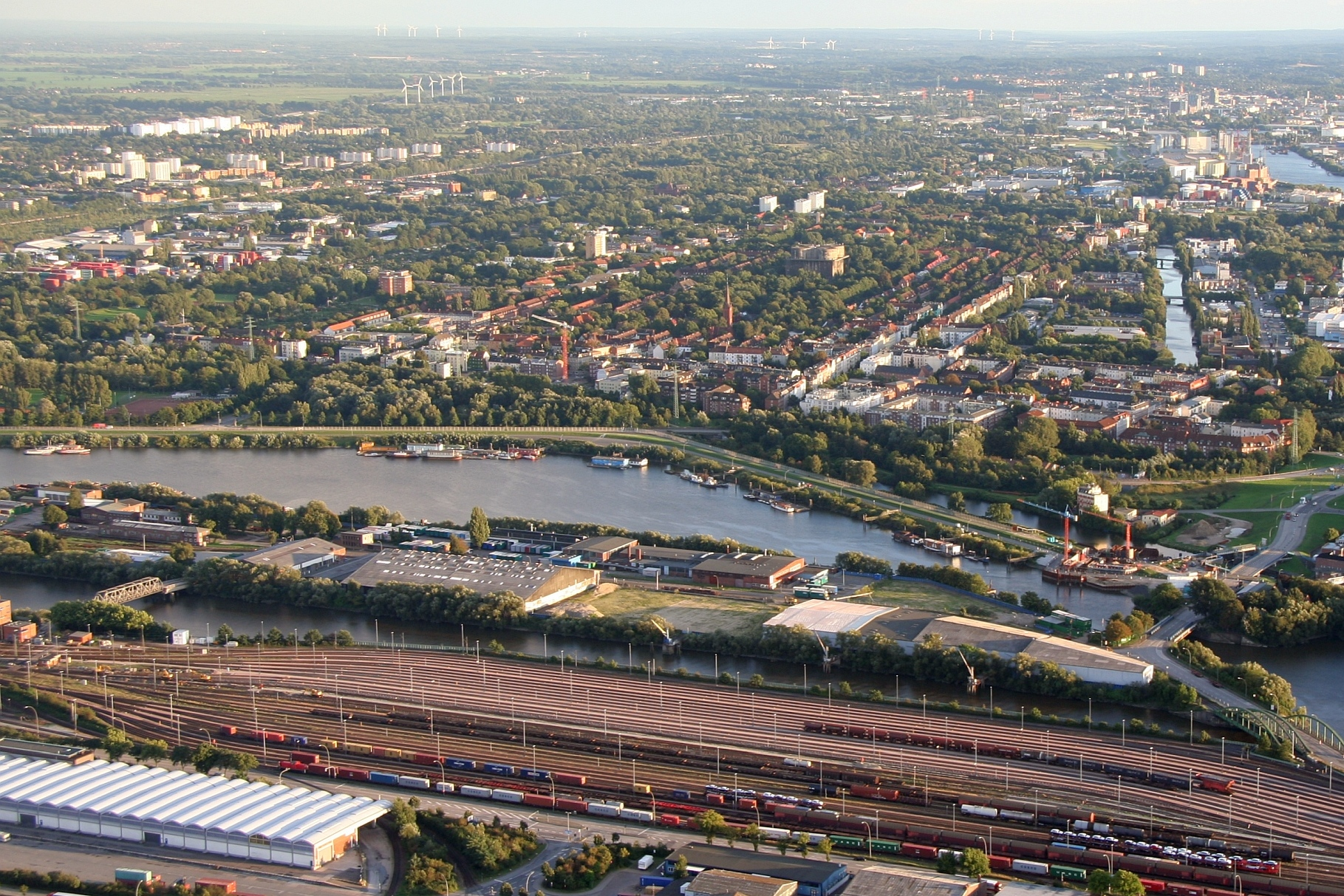
Luftbild, Blick in Richtung Süden (2010)

Der Spreehafen ist ein Hafenbecken im Hamburger Stadtteil Kleiner Grasbrook, das 1890 für die Binnenschifffahrt angelegt und nach dem Fluss Spree als einem der Ziele der Binnenschiffe benannt wurde.
Das Hafenbecken hat eine Ausdehnung von etwa 1700 Meter in west-östlicher und – an der breitesten Stelle – 450 Meter in nord-südlicher Richtung und eine unregelmäßige Fläche von 45 ha.
Westlich schließt sich der Klütjenfelder Hafen mit einer Verbindung zum Reiherstieg und der Elbe an, die verbindenden Kanäle werden von der Spreehafenbrücke und der Veddelkanalbrücke überquert. Östlich führt die Müggenburger Durchfahrt unter der Wilhelmsburger Brücke zum Müggenburger Zollhafen.
Der Hafen liegt im Südteil des Stadtteils Kleiner Grasbrook, dessen südliche Grenze der Klütjenfelder Hauptdeich bildet, der auch die Südgrenze des Hafens ist und bis 2012 auch die Grenze des Freihafens war. Nördlich liegt am Niedernfelder Ufer der Hafenbahnhof Hamburg-Süd. Im westlichen Teil des Hafenbeckens zweigt an der Ernst-August-Schleuse nach Süden der Ernst-August-Kanal ab.
Tiefliegende Gebiete nahe dem Spreehafen waren besonders heftig von der Sturmflut 1962 getroffen, weil dort viele Menschen in Behelfsunterkünften lebten und nicht rechtzeitig fliehen konnten, als die Deiche brachen.